# Ormen Lange (gisement de gaz)
Pour les articles homonymes, voir Ormen Lange.
Ormen Lange est un gisement de gaz norvégien, découvert en 1997 en mer de Norvège. En réserves initiales, c'est le deuxième gisement de gaz du pays, après Troll en mer du Nord. Ses réserves seraient d'environ 400 Unités de l'industrie du pétrole et du gazG.m 3 (soit 14 Tcf, 2,3 Gbep). Il tire son nom du « Long Serpent » (Ormen Lange en norvégien), le fameux navire du roi Olaf Tryggvason.
La production a commencé le 6 octobre 2007 et son rythme de croisière sera de 70 millions de m3 par jour, elle sera exportée entièrement vers la Grande-Bretagne via le Langeled, le plus long gazoduc sous-marin du monde (1 170 km), construit spécifiquement pour ce projet. Le gisement fournira quelque 20 % du gaz consommé par la Grande-Bretagne, dont la propre production est en déclin rapide depuis l'an 2001. 
Le gisement étant en eaux profondes (jusqu'à 1 100 mètres) et dans un climat très difficile, des techniques très avancées sont mises en œuvre. Aucune plate-forme n'a été construite, les puits étant raccordés directement à une infrastructure sur la terre ferme. Le projet implique trois compagnies norvégiennes (Hydro ASA, Petoro ASA et Statoil ASA) et trois étrangères (Shell, Esso et DONG Energy).